# Compsophorus stuckenbergi
Compsophorus stuckenbergi är en stekelart som först beskrevs av Heinrich 1967.  Compsophorus stuckenbergi ingår i släktet Compsophorus och familjen brokparasitsteklar. Utöver nominatformen finns också underarten C. s. littoralis.